# Adriatische Wasserballliga
Die Adriatische Wasserballliga (kroatisch: Jadranska vaterpolska liga) ist ein regionaler Wasserball-Wettbewerb, der in der Saison 2008/2009 zum ersten Mal ausgetragen wurde. Die neunzehn teilnehmenden Mannschaften kommen aus Serbien, Kroatien und Montenegro.  Früher nahmen auch Mannschaften aus Slowenien und Italien teil.

## Modus
Die zehn Teilnehmer der 1. Liga treten in der Hauptrunde in einer Liga jeweils zweimal gegeneinander an. Einmal in heimischer Halle und einmal auswärts.

Die sechs best platzierten Mannschaften in der Hauptrunde spielen dann in der LIGA 6 um den Titel. Die übrigen Mannschaften spielen in der LIGA 7.

## Teilnehmer A1 liga 2017/18 (1. Liga)
| Team                   | Nation     |
| ---------------------- | ---------- |
| VK Partizan Belgrad    | Serbien    |
| VK Jug Dubrovnik       | Kroatien   |
| HAVK Mladost Zagreb    | Kroatien   |
| VK Primorje Rijeka     | Kroatien   |
| VK Jadran Split        | Kroatien   |
| VK Mornar Split        | Kroatien   |
| VK POŠK Split          | Kroatien   |
| PVK Jadran Herceg Novi | Montenegro |
| VK Primorac Kotor      | Montenegro |
| VK Budva               | Montenegro |

## Teilnehmer A2 liga 2017/18 (2. Liga)
| Team                   | Nation     |
| ---------------------- | ---------- |
| VK Roter Stern Belgrad | Serbien    |
| VK Vojvodina Novi Sad  | Serbien    |
| VK Šabac               | Serbien    |
| VK Nais                | Serbien    |
| VK Valjevo Gorenje     | Serbien    |
| VK Medveščak Zagreb    | Kroatien   |
| VK Šibenik             | Kroatien   |
| VK Zadar 1952          | Kroatien   |
| VA Cattaro             | Montenegro |

## Bisherige Meister
| Team                  | Saison  |
| --------------------- | ------- |
| VK Jug Dubrovnik      | 2008/09 |
| VK Jadran Herceg-Novi | 2009/10 |
| VK Jadran Herceg-Novi | 2010/11 |
| A.S.D. Pro Recco      | 2011/12 |
| VK Primorje Rijeka    | 2012/13 |
| VK Primorje Rijeka    | 2013/14 |
| VK Primorje Rijeka    | 2014/15 |
| VK Jug Dubrovnik      | 2015/16 |
| VK Jug Dubrovnik      | 2016/17 |